# STS-39
STS-39は、ディスカバリーの12回目のミッションである。ミッションの主目的は、国防総省のための様々なペイロード実験を行うことであった。

## 乗組員
- 船長 - マイケル・コーツ（英語版） (3)
- 操縦手 - L・ブレイン・ハモンド（英語版） (1)
- ミッションスペシャリスト1 - グレゴリー・ハーボー (1)
- ミッションスペシャリスト2 - ドナルド・マクモナグル (1)
- ミッションスペシャリスト3 - ギオン・ブルーフォード (3)
- ミッションスペシャリスト4 - チャールズ・ビーチ（英語版） (1)
- ミッションスペシャリスト5 - リチャード・ヒーブ（英語版） (1)

## ハイライト
打上げは、当初3月9日の予定であったが、A発射台での打上げ準備中に、2つの外部燃料タンクの4つのドア全てのヒンジに大きなひび割れが発見されたため、延期された。NASAの責任者は、3月7日に機体をスペースシャトル組立棟に戻し、次に修理のためにオービタ整備施設に戻すことを決めた。故障したヒンジはコロンビアのヒンジと交換され、補強された。ディスカバリーは4月1日に発射台に戻り、打上げは4月23日に再設定された。しかし、打上げ前の外部燃料タンクへの燃料充填の際、3番目のメインエンジンの高圧酸化剤ターボポンプ変換器が規格外の値を示し、ミッションは再び延期された。変換器とそのケーブルは交換され、試験が行われた。打上げは、4月28日に再設定された。実際の4月28日午前7時33分14秒(EDT)に行われた。打上げ時の重量は、112,207kgであった。
STS-39は、国防総省のために行われた。極秘ではないペイロードには、Air Force Program-675 (AFP675)、Infrared Background Signature Survey (IBSS)、Critical Ionization Velocity (CIV)、Chemical Release Observation (CRO)、Shuttle Pallet Satellite-II (SPAS-II)、Space Test Payload-1 (STP-1)等があった。極秘のペイロードは、Multi-Purpose Release Canister (MPEC)、Radiation Monitoring Equipment III (RME III)、Cloud Logic to Optimize Use of Defense Systems-1A (CLOUDS-1A)等から構成されていた。
STS-39は、国防総省のためのミッションで、初めて秘密ではないものであった。これまで、国防総省のための7度のミッションが行われたが、それらは極秘であり、ペイロードや実験の運用や成功等の情報については、一切公表されなかった。STS-39では、Multi-Purpose Experiment Canister (MPEC)のペイロードのみが極秘とされた（ブルフォードは、他の乗組員によると「我々他の乗組員が予め知らされていなかった」間に、自身で極秘のペイロードを打ち上げたと言われている）。

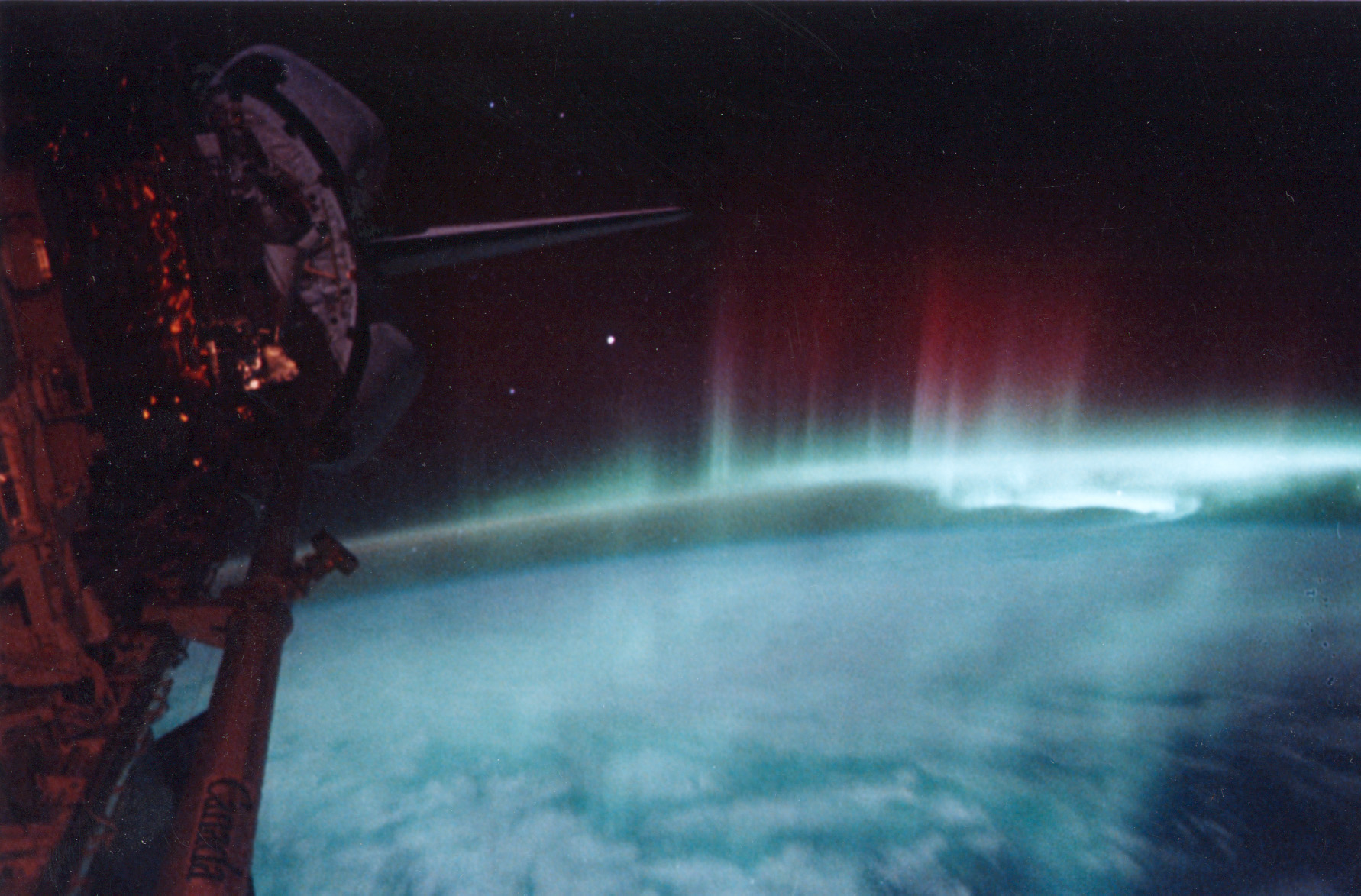
STS-39で観測した南天のオーロラ

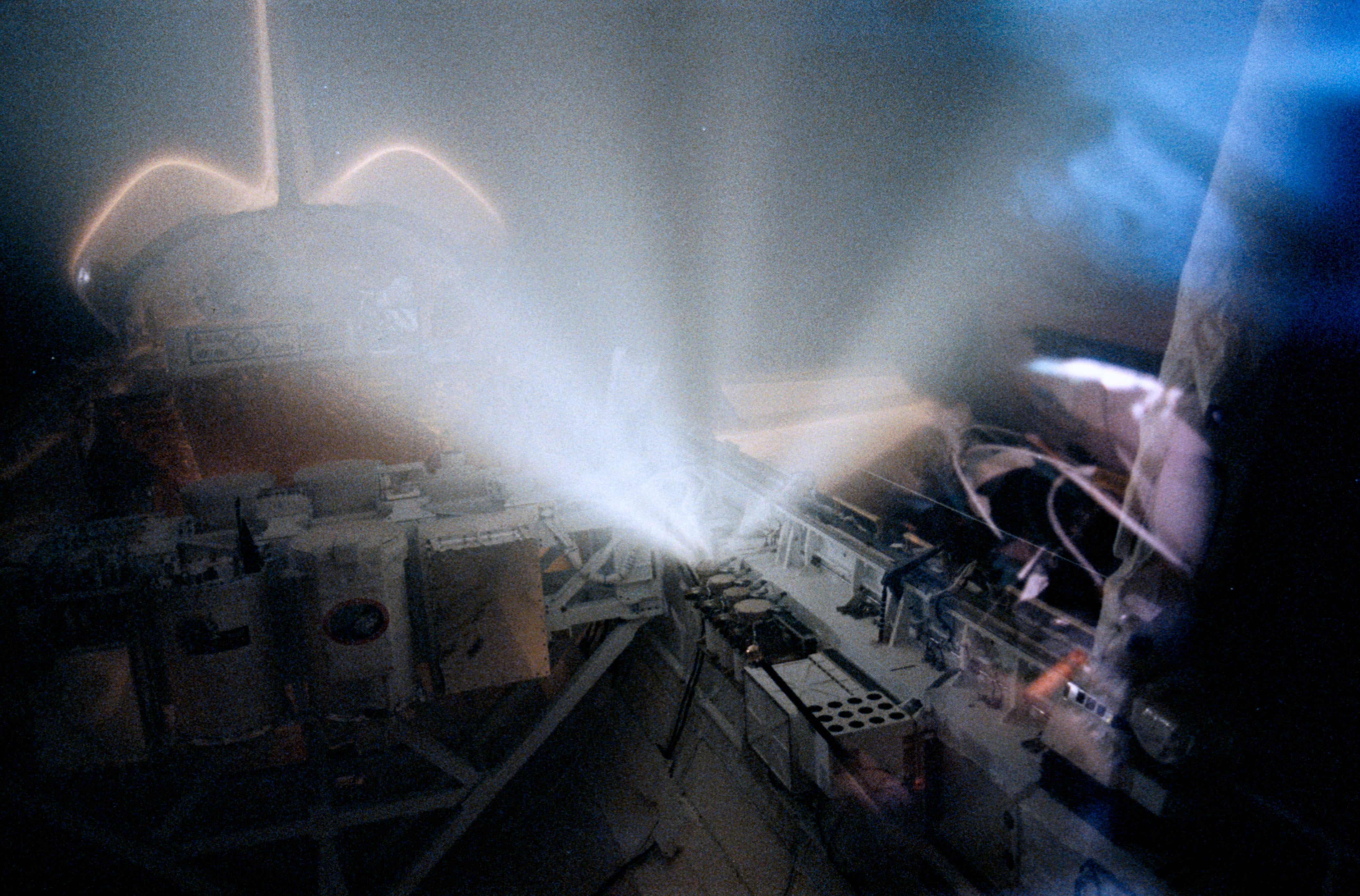
Critical Ionization Velocity実験

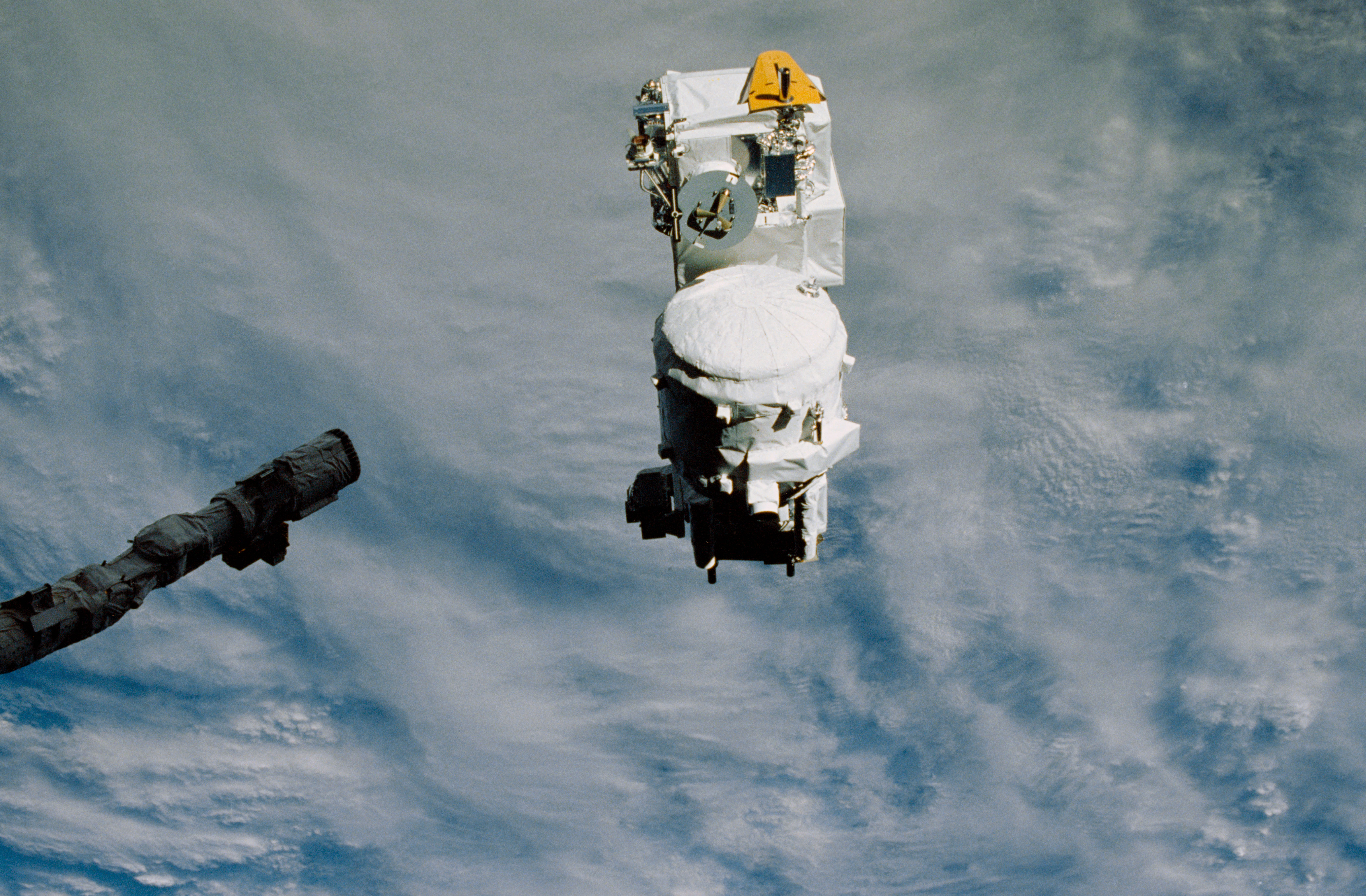
SPAS-II

1日24時間の運用ができるように、乗組員は2つのチームに分けられた。その他の活動として、大気やガスの放出、ディスカバリーの軌道環境、オービタのエンジンの点火等を赤外線から遠紫外線で観測した。また実験の一部として、5つの衛星がペイロードベイから展開され、そのうち1つがミッションの後半に回収された。
オービタのカーゴベイでは、Air Force Program-675 (AFP-675)、Infrared Background Signature Survey (IBSS)、Space Test Program-01 (STP-01)、MPEC等が運ばれた。乗組員のキャビンには、Cloud Logic to Optimize the Use of Defense Systems-1A (CLOUDS 1A)やRadiation Monitoring Equipment-III (RME-III)が収められた。
Shuttle Pallet Satellite-II (SPAS-II)の放出には、ペイロードベイのシャトル・リモート・マニピュレータ・システムが用いられ、IBSSが搭載された。その他の観測において、SPAS-II/IBSSは、"Malarkey Milkshake"を含む軌道操作を行うディスカバリーを観測した。オーロラや大気光を観測するCIRRIS (Cryogenic Infrared Radiance Instrumentation for Shuttle)が予想よりも早く液体ヘリウム冷却剤を使い果たしたため、IBSSの放出は、ミッション4日目まで1日遅れた。
通常通り、乗組員はミッションの間に予想外の困難に直面した。わずか約4時間の作業後、2つのテープレコーダーが再起動しなくなった。テープレコーダーは、AFP-675の3つの機器による観測を記録するように設計されていた。複雑な2時間の修理によって、Ku帯アンテナのバイパスに成功し、データは地上局に直接送れるようになった。
このミッションの軌道傾斜角は57°と高かったため、乗組員は地球の陸地の大部分の上を飛行し、環境資源等を観測、記録することができた。
STS-39は、1991年5月6日午後2時55分35秒(EDT)に、ケネディ宇宙センター第15滑走路に着陸した。予定されていたエドワーズ空軍基地の付近が強風だったため、着陸地点が変更された。着陸時の重量は95,940kgであった。ロールアウト距離は9,235フィート、ロールアウト時間は56秒間だった。